# Була (печат)
Була (лат. bulla) је оловни висећи печат, који се током историје користио за оверавање разних исправа. Такви печати су у свом првобитном облику били употребљавни већ у античко време, а затим и током средњег века. Пошто су се често користили и за оверавање царских и папских исправа, током времена се развио обичај да се такве исправе по врсти својих печата такође називају булама. На многим папским булама (исправама) сачувани су и изворни оловни печати (буле). Када су владарске исправе у Византијском царству почеле да буду овераване златним печатима, такве исправе су прозване златним булама, односно хрисовуљама, док су исправе са сребрним печатима означаване као сребрне буле, односно аргировуље.